# Crocanthes glycina
Crocanthes glycina là một loài bướm đêm thuộc họ Lecithoceridae. Nó được tìm thấy ở Úc.

## Hình ảnh

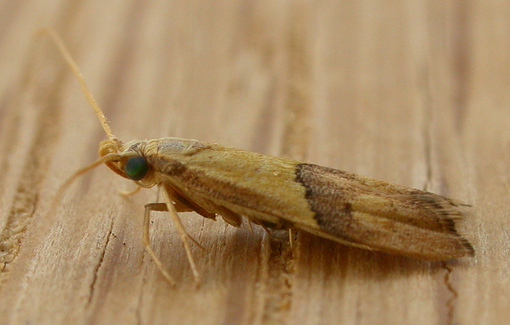
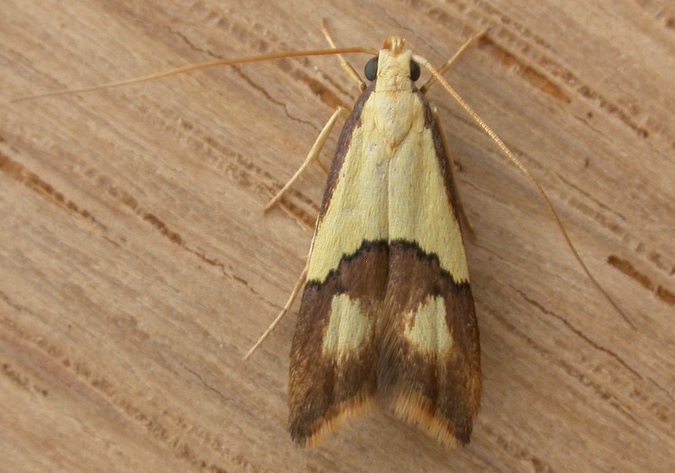